# Darreh Chīn (ort i Iran)
Darreh Chīn (persiska: دَرِّه چين) är en ort i Iran.   Den ligger i provinsen Lorestan, i den centrala delen av landet, 400 km sydväst om huvudstaden Teheran. Darreh Chīn ligger 1 959 meter över havet och antalet invånare är 217.
Terrängen runt Darreh Chīn är bergig. Runt Darreh Chīn är det glesbefolkat, med 14 invånare per kvadratkilometer. Närmaste större samhälle är Tītkan, 15,7 km öster om Darreh Chīn. Trakten runt Darreh Chīn består i huvudsak av gräsmarker.